# 法沃罗勒 (埃纳省)
法沃罗勒（法語：Faverolles，法語發音：[favʁɔl] ⓘ）是法国上法蘭西大區埃纳省的一个市镇，属于苏瓦松区。

## 地理
法沃罗勒（49°13'27"N, 3°10'35"E）面积13.79 平方千米，位于法国上法蘭西大區埃纳省，该省份为法国北部内陆省份，北起北部省，西接索姆省和瓦兹省，东临阿登省和马恩省，西南至塞纳-马恩省，东北部与比利时接壤。
与法沃罗勒接壤的市镇（或旧市镇、城区）包括：昂西安维尔、舒伊、科尔西、当普勒、卢阿特尔、乌尔克河畔诺鲁瓦、瓦卢瓦地区瓦尼、锡利拉波特里、特罗埃讷。

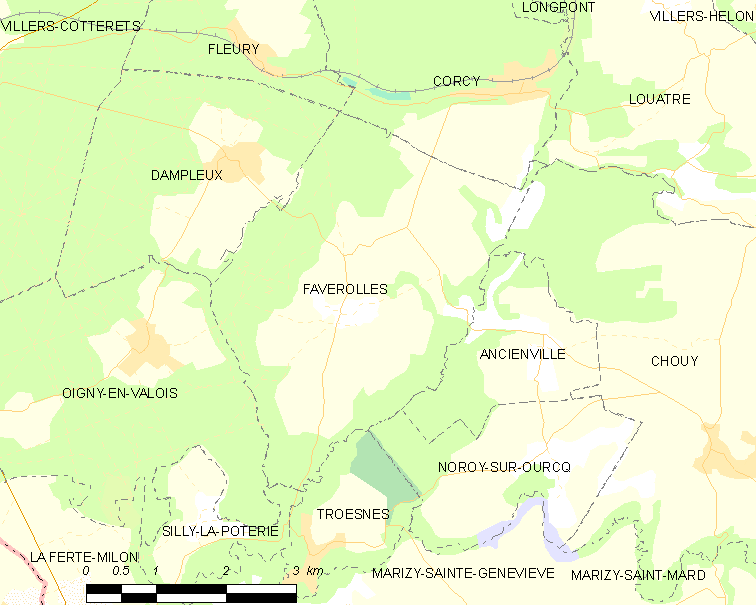
的OSM定位图

法沃罗勒的时区为UTC+01:00、UTC+02:00（夏令时）。

## 行政
法沃罗勒的邮政编码为02600，INSEE市镇编码为02302。

## 政治
法沃罗勒所属的省级选区为维莱科特雷县。

## 人口

1962-2008年间人口变化图示

法沃罗勒于2022年1月1日时的人口数量为351人。